# Acrossus prometheus
Acrossus prometheus är en skalbaggsart som beskrevs av Kabakov 1996. Acrossus prometheus ingår i släktet Acrossus och familjen Aphodiidae. Inga underarter finns listade i Catalogue of Life.